# Савиньяк-лез-Эглиз
Савинья́к-лез-Эгли́з (фр. Savignac-les-Églises) — коммуна во Франции, находится в регионе Аквитания. Департамент — Дордонь. Входит в состав кантона Иль-Лу-Овезер. Округ коммуны — Перигё.
Код INSEE коммуны — 24527.

## География
Коммуна расположена приблизительно в 420 км к югу от Парижа, в 130 км восточнее Бордо, в 19 км к северо-востоку от Перигё.
По территории коммуны протекает река Иль.

### Климат
Климат умеренный океанический со средним уровнем осадков, которые выпадают преимущественно зимой. Лето здесь долгое и тёплое, однако также довольно влажное, здесь не бывает регулярных периодов летней засухи. Средняя температура января — 5 °C, июля — 18 °C. Изредка вследствие стечения неблагоприятных погодных условий может наблюдаться непродолжительная засуха или случаются поздние заморозки. Климат меняется очень часто, как в течение сезона, так и год от года.

## Население
| Год  | Численность | Численность |
| ---- | ----------- | ----------- |
| 1968 | 625         | [ 8 ]       |
| 1975 | 732         | [ 8 ]       |
| 1982 | 722         | [ 8 ]       |
| 1990 | 853         | [ 8 ]       |
| 1999 | 898         | [ 8 ]       |
| 2006 | 946         | [ 8 ]       |
| 2011 | 961         | [ 8 ]       |
| 2013 | 969         |             |
| 2015 | 975         | [ 9 ]       |
| 2016 | 1026        | [ 10 ]      |
| 2017 | 972         | [ 11 ]      |
| 2018 | 953         | [ 12 ]      |
| 2019 | 934         | [ 13 ]      |
| 2020 | 938         | [ 14 ]      |
| 2021 | 950         | [ 15 ]      |
| 2022 | 947         | [ 3 ]       |

## Администрация
| Период | Период | Фамилия        | Партия                              | Примечания                                                                       |
| ------ | ------ | -------------- | ----------------------------------- | -------------------------------------------------------------------------------- |
| 1971   | 1983   | Пьер Дельпор   |                                     | нотариус                                                                         |
| 1983   | 1995   | Жак Моньо      | Социалистическая партия             | профессор                                                                        |
| 1995   | 2008   | Жан-Клод Пино  | Французская коммунистическая партия | конторский служащий; генеральный советник кантона Савиньяк-лез-Эглиз (1998—2015) |
| 2008   | 2015   | Ивелин Люк-Лоп | беспартийная → Разные левые         | старший налоговый инспектор                                                      |
| 2015   | 2020   | Эвелин Ру      | Разные правые                       |                                                                                  |

## Экономика
В 2010 году среди 589 человек трудоспособного возраста (15-64 лет) 385 были экономически активными, 204 — неактивными (показатель активности — 65,4 %, в 1999 году было 65,4 %). Из 385 активных жителей работали 333 человека (184 мужчины и 149 женщин), безработных было 52 (25 мужчин и 27 женщин). Среди 204 неактивных 94 человека были учениками или студентами, 64 — пенсионерами, 46 были неактивными по другим причинам.

## Фотогалерея
- Церковь Св. Мартина
- Часовня Св. Христофора
- Военный мемориал
- Печь для выпечки хлеба 
(нач. XIX века)
- Известняковый карьер
- Река Иль